# Красногорское сельское поселение (Омская область)
Красногорское се́льское поселе́ние — муниципальное образование в Полтавском районе Омской области Российской Федерации.
Административный центр — село Красногорка.

## История
Статус и границы сельского поселения установлены Законом Омской области от 30 июля 2004 года № 548-ОЗ «О границах и статусе муниципальных образований Омской области».

## Население
| 2010  | 2011  | 2012  | 2013  | 2014  | 2015  | 2016  |
| ----- | ----- | ----- | ----- | ----- | ----- | ----- |
| 1439  | ↘1433 | ↘1387 | ↘1348 | ↘1319 | ↘1264 | ↘1233 |
| 2017  | 2018  | 2019  | 2020  | 2021  | 2023  |       |
| ↘1211 | ↘1201 | ↘1171 | ↘1157 | ↘1120 | ↘1083 |       |

## Состав сельского поселения
| № | Населённый пункт | Тип населённого пункта       | Население |
| - | ---------------- | ---------------------------- | --------- |
| 1 | Белотурковка     | деревня                      | ↗65       |
| 2 | Красногорка      | село, административный центр | ↘818      |
| 3 | Платово          | село                         | ↘223      |
| 4 | Хмаровка         | деревня                      | ↗228      |
| 5 | Шаровка          | деревня                      | ↘105      |